# Mỹ Anh
Trương Mỹ Anh (sinh ngày 11 tháng 1 năm 2002), thường được biết đến với nghệ danh Mỹ Anh, là một nữ ca sĩ kiêm sáng tác nhạc và nhà sản xuất nhạc người Việt Nam. Cô xuất thân trong gia đình có truyền thống nghệ thuật, với bố là nhạc sĩ Anh Quân và mẹ là ca sĩ Mỹ Linh. Từ nhỏ, Mỹ Anh nhiều lần được đứng chung sân khấu trình diễn cùng mẹ. Đến năm 2020, Mỹ Anh bắt đầu được chú ý qua đĩa đơn đầu tay "Got You". Cô tham gia chương trình truyền hình thực tế Thần tượng đối thần tượng vào năm 2021 và về đích với danh hiệu Á quân. Đĩa đơn "Real Love" do cô và Khắc Hưng ra mắt trong năm này gặt hái được một số thành công.
Mỹ Anh được tạp chí Đẹp bình chọn là một trong 15 nhân vật trẻ nổi bật trong lĩnh vực nghệ thuật và giành chiến thắng hạng mục Gương mặt mới xuất sắc của giải thưởng Làn Sóng Xanh 2021. Xuyên suốt 2021–22, cô có cơ hội được tham gia trình diễn trong nhiều sự kiện âm nhạc quốc tế.

## Cuộc đời và sự nghiệp

### 2002–2020: Thời niên thiếu
Trương Mỹ Anh sinh ngày 11 tháng 1 năm 2002, là con út của ca sĩ Mỹ Linh và nhạc sĩ Anh Quân. Mỹ Anh có ông bà nội là nhạc sĩ Trương Ngọc Ninh và nghệ sĩ, biên tập viên Thu Hiền. Cô Mỹ Anh là cựu ca sĩ Trương Hương Ly; và anh ruột Trương Anh Duy, cũng có năng khiếu về nghệ thuật. Cả hai từng học tập tại Trường Quốc tế Liên hợp quốc Hà Nội. Chị gái cùng cha khác mẹ của cô, Trương Mỹ Hà (tức Anna Trương) cũng là ca sĩ kiêm nhà sản xuất âm nhạc. Từ nhỏ Mỹ Anh đã có cơ hội được biểu diễn cùng mẹ trong nhiều chương trình âm nhạc, đa số là các sự kiện cộng đồng. Tuy nhiên, trong quá trình lớn lên cô từng không muốn đi theo nghề của bố mẹ.
Mỹ Anh từng hát solo ca khúc "Em đi giữa biển vàng" trong chương trình "Khách của VTV3" năm 2011. Sau đó, cô cùng mẹ song ca ca khúc "Cơn bão" trong album Một ngày (2011). Hai mẹ con Mỹ Linh trước đó từng thể hiện bài hát trong đêm nhạc Duyên Dáng Việt Nam 22 diễn ra tại tỉnh Phú Yên vào tháng 3 năm 2010. Vào tháng 5 năm 2014, Mỹ Linh và Mỹ Anh cùng biểu diễn bài hát "Đưa cơm cho mẹ đi cày" trong chương trình Giai điệu tự hào. Tiết mục nhận được 85,91% tổng bình chọn từ các khán giả tại trường quay và được tác giả nhạc phẩm Hàn Ngọc Bích phản hồi tích cực. Vào tháng 7 năm 2014, Mỹ Anh gây chú ý trong chương trình Bài hát yêu thích và chương trình Tỏa sáng nghị lực Việt khi tham gia thể hiện ca khúc "Sống như những đóa hoa" của Tạ Quang Thắng. Sau Phương Mỹ Chi, Mỹ Anh là giọng ca thiếu nhi thứ hai xuất hiện trong chương trình.
Cô cho ra mắt album đầu tay Bài hát cho Bi vào năm 2016. Album gồm các ca khúc được sắp xếp theo trình tự thời gian thu âm từ năm 2009 tới 2016. Bài hát cho Bi được biên tập và hòa âm phối khí bởi nhạc sĩ Anh Quân. Ca khúc chủ đề "Bi" do Anh Quân sáng tác và Mỹ Linh viết lời, kể câu chuyện về chú chó thân thiết của Mỹ Anh, lớn lên cùng cô từ thuở bé cho đến lúc ốm và qua đời. Mỹ Linh và Mỹ Anh kết hợp thể hiện ca khúc "Nắng sớm" trong album Chat với Mozart II (2018). Vào tháng 8 cùng năm, Mỹ Anh tham gia Mỹ Linh Tour 2018 – Thời gian với tư cách khách mời.  Trong tour diễn, cô cùng mẹ trình bày ca khúc "Nắng sớm" và thể hiện đơn ca ca khúc "Bướm trắng".
Mỹ Anh từng có ba năm rưỡi học khoa Piano cổ điển tại Học viện Âm nhạc Quốc gia Việt Nam. Vào năm 2020, Mỹ Anh trúng tuyển vào Học viện Âm nhạc Berklee ở Boston, Mỹ, nơi chị gái Anna Trương từng theo học. Tuy nhiên, vì đại dịch COVID-19, cô lựa chọn ở lại Việt Nam để phát triển sự nghiệp âm nhạc. Mỹ Anh vẫn mang dự định học đại học trong nước ở tương lai, theo đuổi ngành Marketing hoặc khoa Piano Jazz ở Nhạc viện. Vào năm 2021, Mỹ Anh đạt học bổng bán phần của khóa học Cử nhân tại Trường Đại học Anh Quốc Việt Nam.

### 2020–nay: Thành công độc lập

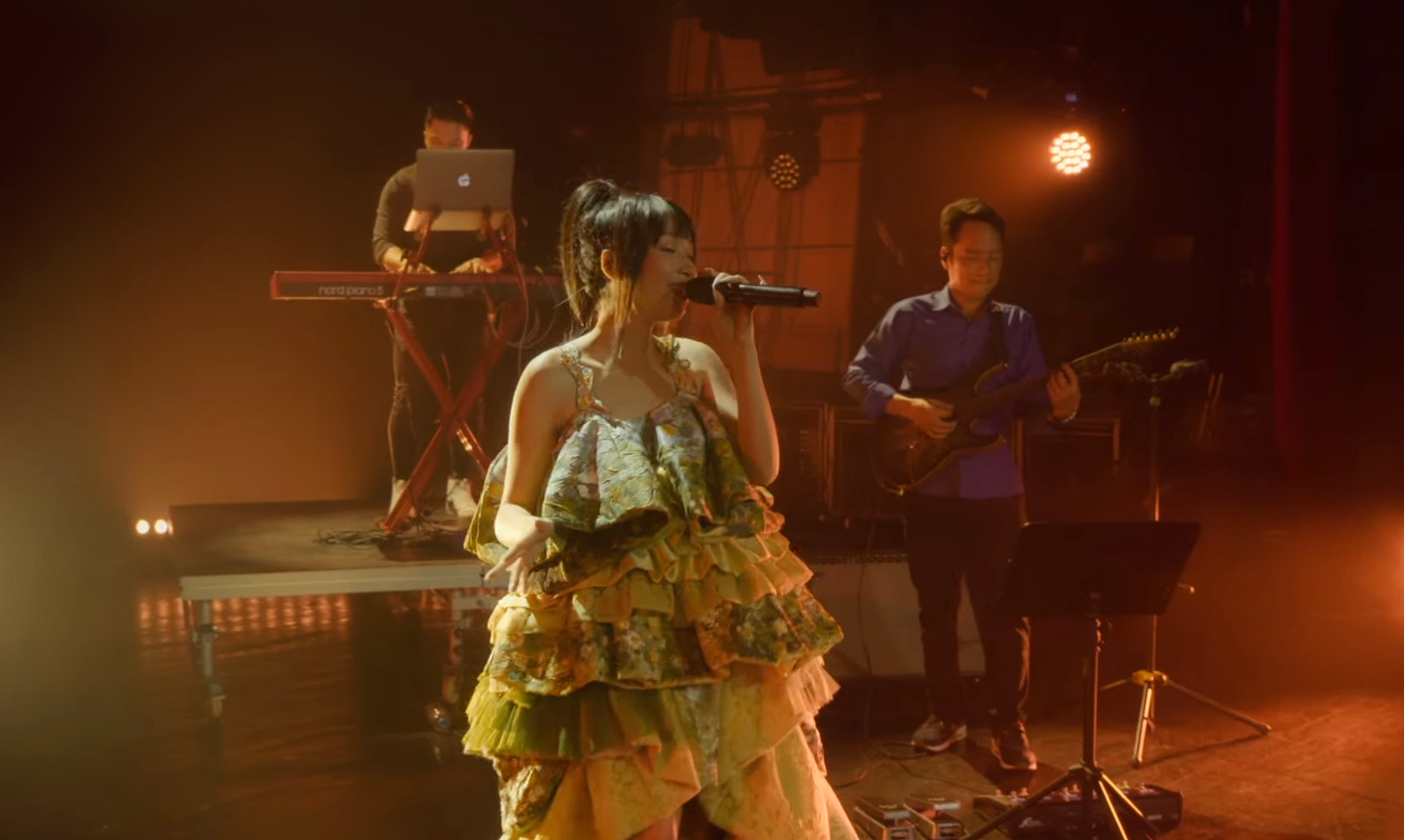
Mỹ Anh và nhạc sĩ Anh Quân (phải) trình diễn tại Round Festival vào tháng 1 năm 2022

Vào năm 2020, Mỹ Anh phát hành đĩa đơn đầu tay "Got You". Ca khúc là dự án tốt nghiệp tại trường âm nhạc của Mỹ Anh. Cô đảm nhận cả vai trò sáng tác, chơi nhạc cụ, phối khí và đạo diễn video âm nhạc. Mỹ Anh cũng giới thiệu các sản phẩm khác mang tính thể nghiệm thông qua series âm nhạc Bedroom Session trên kênh YouTube. Mỹ Anh kết hợp với Tlinh và Wokeupat4am thực hiện "Lời cảm ơn". Ca khúc tri ân đội ngũ y bác sĩ tuyến đầu chống dịch COVID-19. Vào tháng 4, Mỹ Anh xác nhận tham gia chương trình truyền hình thực tế Thần tượng đối thần tượng. Cô là thí sinh nhỏ tuổi nhất và cũng là thí sinh duy nhất đảm nhận cả hai vai trò ca sĩ và sản xuất âm nhạc thay vì kết hợp với một nhà sản xuất khác. Bản cover "Real Love" được cô và giám khảo Khắc Hưng thể hiện trong chương trình đạt vị trí cao trên các bảng xếp hạng nhạc số. Mỹ Anh về đích với danh hiệu Á quân trong đêm chung kết diễn ra vào tháng 11.
Mỹ Anh phát hành hai đĩa đơn "Pillars" và "Yên" trong năm 2021. Với ca khúc "Pillars", Mỹ Anh được bố Anh Quân và chị gái Anna Trương hỗ trợ ở khâu phối khí. Vietcetera lựa chọn video âm nhạc của "Pillars" là một trong những video âm nhạc sáng tạo nhất trong năm.  Vào tháng 10, Mỹ Anh hợp tác cùng Touliver cho ra mắt EP Nâng niu lắm, thiên nhiên ơi. Album thuộc chiến dịch vì sức khoẻ tinh thần mùa dịch của Nescafé. Hình ảnh của Mỹ Anh xuất hiện trên một màn hình tại Quảng trường Thời Đại, Thành phố New York để quảng bá cho chiến dịch Equal của Spotify. Chiến dịch tôn vinh các gương mặt nghệ sĩ nữ tiêu biểu toàn cầu.
Vào tháng 11 năm 2021, Mỹ Anh biểu diễn tại lễ hội âm nhạc Head in the Clouds tổ chức bởi hãng đĩa 88rising, diễn ra tại sân vận động Rose Bowl, Los Angeles. Vào tháng 1 năm 2022, Mỹ Anh đại diện Việt Nam trình diễn tại Round Festival, một hoạt động thường niên thuộc dự án trao đổi văn hóa giữa Hàn Quốc và ASEAN. Vào tháng 2, Mỹ Anh tham dự lễ hội âm nhạc trực tuyến toàn cầu Double Happiness do 88rising tổ chức. Đầu năm 2022, Mỹ Anh chiến thắng hạng mục Gương mặt mới xuất sắc tại lễ trao giải Làn Sóng Xanh với ca khúc "Real Love". Ngoài ra, cô còn nhận được đề cử cho hạng mục Nữ ca sĩ của năm. Album phòng thu thứ hai của Mỹ Anh gồm các sáng tác bằng tiếng Anh, dự kiến sẽ phát hành vào tháng 8 năm 2022 bởi một hãng đĩa lớn. Vào tháng 6 năm 2022, Mỹ Anh ra mắt bản cover bài hát "Nhìn những mùa thu đi". Sản phẩm thuộc đĩa mở rộng Gen Z và Trịnh, lấy cảm hứng từ 2 bộ phim Trịnh Công Sơn và Em và Trịnh. Ngày 15 tháng 11, Mỹ Anh phát hành bài hát mới "Mỗi khi anh nhìn em". Đây là sáng tác của Mỹ Anh ngay thời điểm cô đang ở trên máy bay đến dự đám cưới của chị gái Anna Trương, điều đặc biệt là chính anh rể của cô là người phối khí ca khúc này.

## Phong cách nghệ thuật

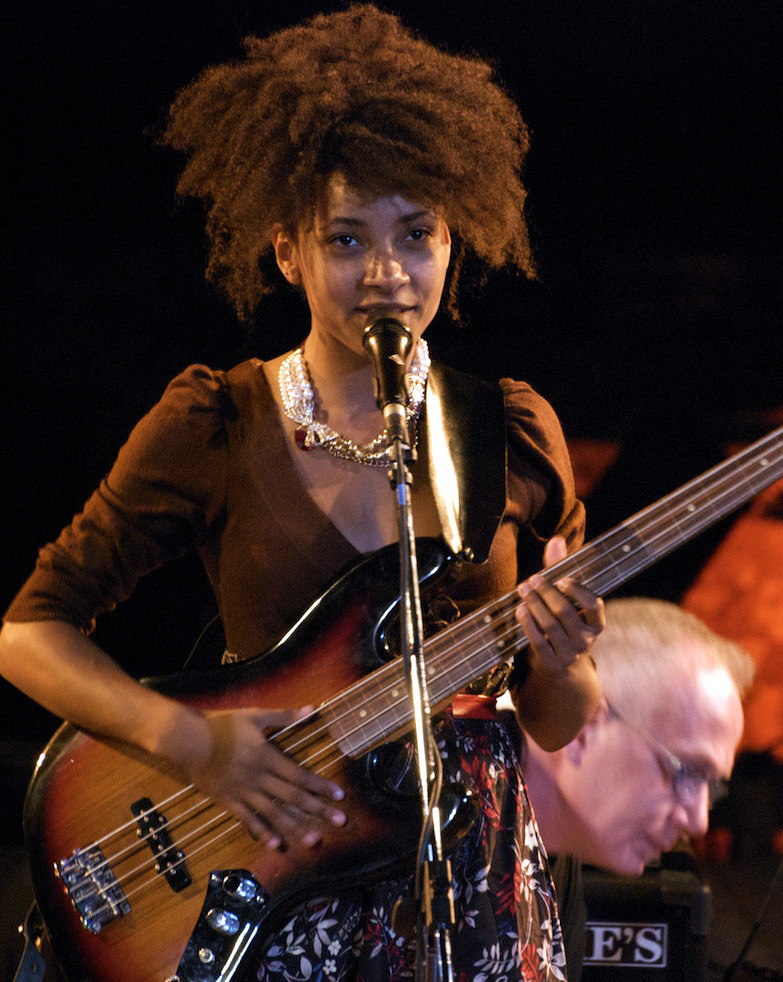
Esperanza Spalding là người truyền cảm hứng cho Mỹ Anh về cách biểu diễn và cả cách hát

Mỹ Anh thời niên thiếu được xem bố mẹ trình diễn và được dẫn đi xem nhiều chương trình của các nghệ sĩ mà bố mẹ yêu thích. Từ năm 8 tuổi, Mỹ Anh được thu âm tại phòng thu của bố Anh Quân và được học hỏi về các thiết bị và cách thu âm. Cô trao đổi với Billboard Vietnam: "Hồi đấy bố đưa cho bài để tập, bố bảo 'lên thu..' thì chỉ biết nghe theo thôi chứ không nghĩ ngợi nhiều. Nhưng từ khi bước chân lên phòng thu để thực hiện [Bài hát cho Bi] thì tôi cũng bắt đầu ý thức được không gian và cách làm việc của bố."
Mỹ Anh nhiều lần nhắc đến nhạc công jazz Esperanza Spalding là nguồn cảm hứng lớn nhất thôi thúc cô học cách vừa chơi guitar bass vừa hát. Mỹ Anh trao đổi với Vietcetera: "Đánh bass được biết đến khá phổ biển trong vai trò của những nhạc công nam. Nhưng Esperanza có thể vừa hát vừa đánh bass; đó là điều rất khó. Cô ấy gợi nên hình ảnh người phụ nữ rất mạnh mẽ, tự tin trên sân khấu và thôi thúc mình mong muốn trở thành một người như vậy, nỗ lực để có thể làm được như vậy." Michael Jackson, Quincy Jones, Marvin Gaye, Stevie Wonder, Lucky Daye, Billie Eilish, Niki, Jacob Collier và French Kiwi Juice là những nghệ sĩ khác mà Mỹ Anh ngưỡng mộ.
Các sáng tác của Mỹ Anh hòa trộn nhiều yếu tố như R&B, alternative R&B, soul, blues, electropop và bossa nova. Urbanist Vietnam nhận định đĩa đơn đầu tay của cô "Got You" mang lại "một luồng gió mới đến với âm nhạc Việt" ở thời điểm mà pop và hip hop chiếm phần đa số. Tuy nhiên, phong cách âm nhạc mà Mỹ Anh theo đuổi bị đánh giá là kén người nghe. Trong bài phỏng vấn với Elle Vietnam, cô phản hồi: "Tôi chỉ đang làm ra những sản phẩm phù hợp với thế hệ của mình. ... Tôi chỉ cố gắng làm ra những điều hay nhất đúng với khả năng, phản chiếu lại đúng những cảm xúc mình đã trải qua một cách tự nhiên nhất." Mỹ Anh cũng cho rằng bản thân không thích bắt theo xu hướng và cảm thấy "giới nghệ thuật đôi khi thiếu sự chân thực, nên đó là một thứ mà mình luôn cố gắng gìn giữ."

## Đời tư
Mỹ Anh chia sẻ về việc mình hay đọc sách của thiền sư Thích Nhất Hạnh: "Thói quen này mình được ảnh hưởng từ mẹ, về cách nhìn nhận cuộc sống nói chung từ tinh thần đạo Phật. Điều đó đem lại cho mình cảm giác an tâm, cho mình điểm bám." Hình xăm nhỏ ở cánh tay cô mang chữ "Pillars" nghĩa là "cột nhà, một biểu tượng cho sự vững chắc về mặt tinh thần."
Vào tháng 5 năm 2021, Mỹ Anh bị chỉ trích vì đăng tải loạt ảnh với phong cách ăn mặc phản cảm. Mỹ Anh đã lên tiếng xin lỗi và giải thích mình muốn gửi thông điệp về sự tự tin và tình yêu dành cho bản thân. Cô cho rằng vì suy nghĩ không thấu đáo nên cách truyền tải khiến thông điệp bị "bóp méo."
Mỹ Anh từng có mối quan hệ tình cảm với nam ca sĩ Wren Evans. Cuối năm 2022, Mỹ Anh công khai xác nhận mối quan hệ tình cảm với vũ công Quốc Tít.

## Danh sách đĩa nhạc

### Album phòng thu
| Tựa đề         | Chi tiết                                                                                           |
| -------------- | -------------------------------------------------------------------------------------------------- |
| Bài hát cho Bi | - Phát hành: tháng 8 năm 2016 - Hãng đĩa: Diệu Thanh - Định dạng: CD, phát trực tuyến              |
| Em / Me        | - Phát hành: 11 tháng 1 năm 2024 - Hãng đĩa: Young Hit Young Beat - Định dạng: CD, phát trực tuyến |

### EP
| Tựa đề                                      | Chi tiết                                                                           |
| ------------------------------------------- | ---------------------------------------------------------------------------------- |
| Nâng niu lắm, thiên nhiên ơi (với Touliver) | - Phát hành: 11 tháng 10 năm 2021 - Hãng đĩa: Nescafé - Định dạng: Phát trực tuyến |

### Đĩa đơn
Hát chính
| Tựa đề                                                                                    | Năm  | Vị trí xếp hạng cao nhất | Vị trí xếp hạng cao nhất | Album                     |
| Tựa đề                                                                                    | Năm  | VN                       | VN Top Vie.              | Album                     |
| ----------------------------------------------------------------------------------------- | ---- | ------------------------ | ------------------------ | ------------------------- |
| "Got You"                                                                                 | 2020 | —                        | —                        | Đĩa đơn không thuộc album |
| "Lời cảm ơn" (với Tlinh và Wokeupat4am)                                                   | 2021 | —                        | —                        | Diệu kỳ Việt Nam          |
| "Mashup Công chúa bong bóng x Cô gái Trung Hoa (The Heroes Version)" (hợp tác với GDucky) | 2021 | —                        | —                        | Đĩa đơn không thuộc album |
| "Pillars"                                                                                 | 2021 | —                        | —                        | Đĩa đơn không thuộc album |
| "Real Love (The Heroes Version)" (với Khắc Hưng)                                          | 2021 | 99                       | 64                       | Đĩa đơn không thuộc album |
| "Yên"                                                                                     | 2021 | —                        | —                        | Đĩa đơn không thuộc album |
| "Nhìn những mùa thu đi"                                                                   | 2022 | —                        | —                        | Gen Z và Trịnh            |
| "Mỗi khi anh nhìn em"                                                                     | 2022 | —                        | —                        | Em / Me                   |
| "Chẳng thể né tránh" / "I Can't Help It"                                                  | 2023 | —                        | —                        | Em / Me                   |
| "Guess I Should've Known" / "Tiger Balm"                                                  | 2023 | —                        | —                        | Em / Me                   |
| "Letting Go"                                                                              | 2025 | —                        | —                        | Đĩa đơn không thuộc album |
| "—" Đĩa đơn không xếp hạng.                                                               |      |                          |                          |                           |

Hợp tác
| Tựa đề                                                    | Năm  | Album                       |
| --------------------------------------------------------- | ---- | --------------------------- |
| "Why Don't We" (Sixty hợp tác với Mỹ Anh và Wokeupat4am)  | 2020 | The Last Moment of Daylight |
| "GPS" (Pixel Neko hợp tác với Mỹ Anh, LostOwl và Nam Ngô) | 2021 | Đĩa đơn không thuộc album   |
| "Too Good to Be Friend" (HURRYKNG hợp tác với Mỹ Anh)     | 2021 | Đĩa đơn không thuộc album   |

Quảng bá
| Tựa đề                                                   | Năm  |
| -------------------------------------------------------- | ---- |
| "Giấc mơ tình yêu (phiên bản nhẹ bay)"                   | 2021 |
| "Mấy bé lì" (với Nân, Blingbabi, hợp tác với Low G)      | 2022 |
| "Cần gì hơn nữa"                                         | 2022 |
| "Mỗi ngày tôi chọn một niềm vui" (với Mỹ Linh và Grey D) | 2023 |

### Đóng góp khác
| Tựa đề                                                                                         | Năm  | Album                                                                     |
| ---------------------------------------------------------------------------------------------- | ---- | ------------------------------------------------------------------------- |
| "Cơn bão" (hợp tác với Mỹ Linh)                                                                | 2011 | Một ngày                                                                  |
| "Liên khúc Giáng Sinh" (hợp tác với Mỹ Linh)                                                   | 2014 | —                                                                         |
| "Santa Claus Is Comin' to Town"                                                                | 2015 | Young Hit Young Beat Vol. 4 – Wish You a Merry Christmas & Happy New Year |
| "Nắng sớm" (hợp tác với Mỹ Linh)                                                               | 2018 | Chat với Mozart II                                                        |
| "Christmas Medley: Baby, It's Cold Outside, Let It Snow, Winter Wonderland" (với Hoàng Phương) | 2019 | Christmas – Hoàng Phương and Friends                                      |

## Giải thưởng và đề cử
| Giải thưởng     | Năm  | Hạng mục               | Đề cử       | Kết quả   |
| --------------- | ---- | ---------------------- | ----------- | --------- |
| WeChoice Awards | 2020 | Rising Gen Z           | Bản thân    | Đề cử     |
| Làn Sóng Xanh   | 2021 | Nữ ca sĩ của năm       | Bản thân    | Đề cử     |
| Làn Sóng Xanh   | 2021 | Gương mặt mới xuất sắc | "Real Love" | Đoạt giải |
| Ấn tượng VTV    | 2023 | Nghệ sĩ Triển vọng     | Bản thân    | Đoạt giải |